# Sinus (anatomie)
Pour les articles homonymes, voir Sinus.

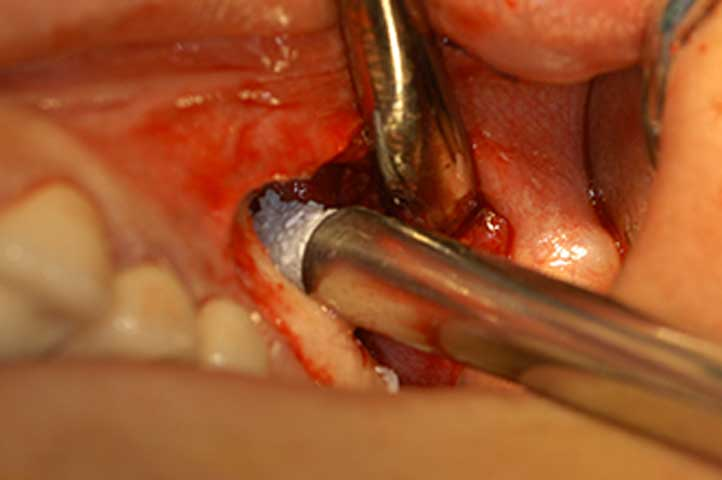
Tissu sinusal.

Un sinus est une poche ou une cavité dans un organe ou un tissu, ou une cavité anormale ayant pour origine une destruction tissulaire. Habituellement, les « sinus » désignent les sinus paranasaux qui sont des cavités aériennes dans les os crâniens, près des fosses nasales et reliées à elles. Le plus souvent, on parle de sinus plutôt pour des cavités irrégulières, ou dont on ne trouve pas d'adjectif pouvant caractériser la cavité.

## Utilisation
Le terme est aussi employé pour désigner d'autres structures chez les animaux, telles que :
- Une portion dilatée d'un vaisseau sanguin comme dans la boîte crânienne, ou par exemple la bifurcation des artères carotides au niveau du cou ;
- Un conduit infecté qui relierait par exemple un abcès à la peau ; on le distingue dans ce cas de la fistule qui est un conduit reliant deux surfaces épithéliales ;
- Une cavité très irrégulière, par exemple l'espace entourant le pédicule rénal, entre la médullaire rénale et le hile.
- Un synonyme d'hémocèle, espace rempli d'hémolymphe chez les organismes à système circulatoire ouvert.

Remarque : l'adjectif se rapportant aux sinus est « sinusal » ; on le retrouve dans le terme nœud sinusal qui désigne une structure anatomique du cœur à l'origine des contractions cardiaques, imposant un rythme sinusal.
Encore dans le cœur, on appelle sinus coronarien (ou  de sinus coronaire) une veine coronaire superficielle collectrice située dans le sillon atrioventriculaire droit. Elle draine le sang de la veine oblique de l'atrium gauche appelée également veine de Marshall, de la veine postérieure du ventricule gauche et de la veine interventriculaire postérieure.

## Pathologies liées
- Sinusite
- Polypose nasosinusienne
- Abcès cérébral